# Johann Jakob Zeiller

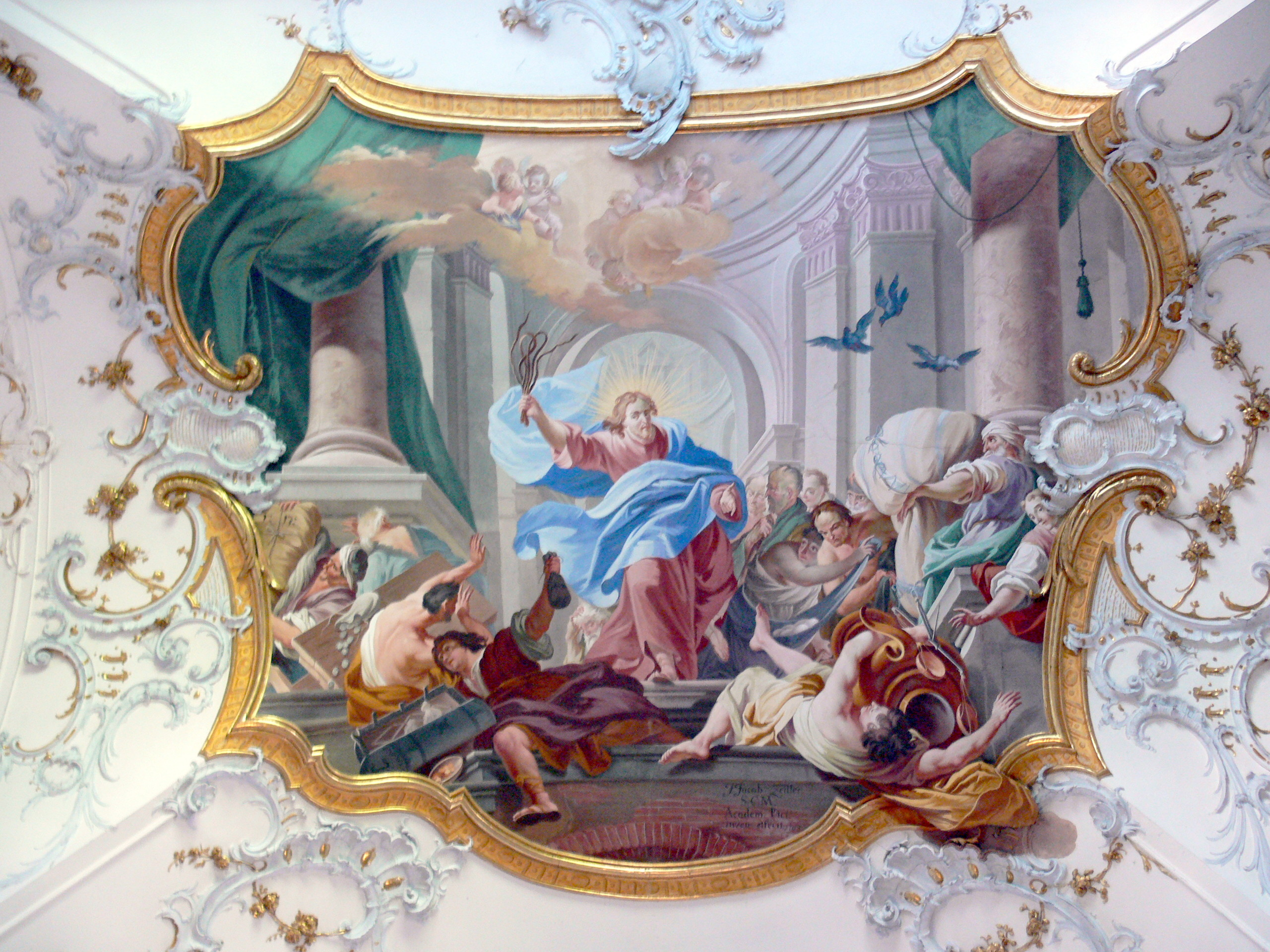
Johann Jakob Zeiller, Expulsión de los mercaderes del templo, fresco en el hall de entrada a la abadía de Ottobeuren, 1763.

Johann Jakob Zeiller (Reutte, 1708–1783) fue un pintor austríaco del Rococó.
Zeiller fue formado por su padre Paul que también fue pintor. Viajó y trabajó en Italia durante una época. Zeiller pintó principalmente frescos de tema religioso. Más tarde regresó a Reutte, su ciudad natal, donde siguió trabajando hasta su muerte en 1783.